# Marina Trolltoppa
Marina Andersdotter, känd som Marina Trolltoppa eller endast under namnet Trolltoppan, död 1660, var en kvinna känd i legendfloran kring svedjefinnarna i Nya Kopparberget i Västmanland. Hon avrättades för häxeri. Marina var i de historier som berättades om henne trollkunnig. De mest berömda historierna om henne handlar om hennes två förälskelser. 
Marina var förälskad i Pehr Nilsson, kallad Ährlands-Pelle, som hade ett sexuellt förhållande med henne och lät henne tro att de skulle gifta sig, men som samtidigt uppvaktade pigan Karin Nilsdotter. Marina rådfrågade då Jöran finne, en så kallad loihtija, om kärleksmagi. På hans råd gömde hon en nål i Pehrs kläder, och därefter hade Pehr samlag med henne. Hon tog även två av hans kragar i förvar. Hon blev nästkommande söndag svårt chockad då hon fick höra lysningen mellan Pehr och Karin. Pehr ska samma natt ha erfarit magplågor och "ängslan". På nytt råd från Jöran bakade hon på hans råd "trollbröd" på en jordfast sten, som hon sedan sköt in baklänges i ugnen med orden: "I nampn faders, Sohns och then Helige Andes!" Hon övertalade sedan "Malin, hustru till bergskarlen Olof Jacobsson", och "konstmästarens hustru Karin" att ge brödet till Pehr efter att ha berättat om framgången med nålen. Denna gång hade det dock ingen effekt.
Marinas andra förälskelse var i drängen Gästebudhs-Jöns. Han var dock förlovad med pigan Agnetha. Då Marina vid ett tillfälle hotade Agnetha, nämnde hon att hon nog skulle kunna hämnas på Ährlands-Pelle om hon ville, men att hon dock avstod. Ährlands-Pelle hade under denna tid blivit allt sjukare. Marina hördes då säga hos nämndeman Bengt Månsson: "Dhet Pher hafwer fått, dhet skulle Agnetha hafwa haft!" Pehrs sjukdom antogs nu bero på att Marina fortfarande hade kvar hans kragar. Då Pehr skickade sin fru för att hämta dem, sade Marina att Pehr borde hämta dem själv, efter allt han gjort mot henne trots vad hon gjort för honom, och att hon nog visste vad hon skulle göra. Hon brände sedan upp en av kragarna och gav bort den andra.
Då Marina besökte Pehr hörde vittnen honom kalla henne hora och hota att slå av henne armar och ben. Då Pehr sedan dog anklagades hon för att ha orsakat hans död med magi, och arresterades av Pehrs svåger, profossen Måns Nilsson. 
Marina förklarade sig oskyldig och sade, att om rätten ansåg hennes försök att uppväcka Pehrs kärlek som brottsliga, skulle hon för den skull gladeligen dö. Hon dömdes av häradsrätten som skyldig till att ha orsakat Pehrs död genom trolldom, ha farit med skvaller, "fört ett otidigt leverne" och "missbrukat Guds namn", och "då därtill allmogen och hela Bergslagen gärna ville bli kvitt den ogudaktiga konan" dömdes hon till döden.